# Jack Casady
Jack Casady (* jako John William Casady; 13. dubna 1944, Washington, D.C., USA) je americký baskytarista, nejvíce známý jako člen skupiny Jefferson Airplane v letech 1965–1972. V současné době je členem skupiny Hot Tuna, se kterou hraje již od jejího založení v roce 1969. Na přelomu sedmdesátých a osmdesátých let působil v kapele SVT. Později hrál například ve skupinách KBC Band, Moonalice a Jefferson Starship. V roce 2003 vydal své jediné sólové album nazvané Dream Factor. Nahrávku produkoval Greg Hampton a podíleli se na ní například Warren Haynes, Jorma Kaukonen a Doyle Bramhall II.